# Zarzuela (Conca)
Zarzuela és un municipi a la província de Conca (comunitat autònoma de Castella - la Manxa).

## Demografia
| 1991 |  | 1996 |  | 2001 |  | 2004 |
| ---- |  | ---- |  | ---- |  | ---- |
| 342  |  | 300  |  | 278  |  | 265  |